# 北川一雄 (経済学者)
北川 一雄（きたが わかずお、1909年  - 1983年）は、日本の経済学者。元名古屋大学経済学部長。従三位。

## 人物・経歴
岐阜県生まれ。岐阜商業学校（現岐阜県立岐阜商業高等学校）を経て、1932年名古屋高等商業学校（現名古屋大学経済学部）卒業。山田勇一橋大学名誉教授とともに名古屋高商が産んだ逸材の双璧とされた。
1948年名古屋大学法経学部助教授兼名古屋経済専門学校教授、十級五号俸。1950年名古屋大学経済学部教授、文部教官一級。1953年東海船員地方労働委員会委員。1954年神戸大学より経済学博士の学位を取得。1963年名古屋大学経済学部長。
1974年に退官後、名古屋学院大学教授。従六位から、1983年に正四位勲三等旭日中綬章追贈とともに、特旨を以て位一級追陞せられ従三位に叙せられた。

## 著作

### 著書
- 『国際貿易理論の研究 : 国際分業効果の静態分析とその限界』有斐閣 1948年
- 『貿易英語通信文』日本英語教育協会 1948年
- 『経済発展と外国貿易 : 国際経済動態理論の研究』有斐閣 1953年

### 編書
- 『News and reviews from the economist』平野書店 1937年
- 『Reports and reviews from the economist』平野書店 1938年

### 訳書
- チャールズ・キンドルバーガー著『ドル不足』有斐閣 1955年
- ウォルト・ロストウ著『経済成長の過程』（酒井正三郎と共訳）東洋経済新報社 1965年

### 監訳
- グンナー・ミュルダール著『福祉国家を越えて : 福祉国家での経済計画とその国際的意味関連』ダイヤモンド社 1963年